# François Chapeville
François Chapeville, de son nom de naissance Franciszek Chrapkiewicz, né le 2 janvier 1924 à Godowa (commune de Strzyżów, alors dans la voïvodie de Lwów) en Pologne et mort le 30 novembre 2020, est un biochimiste français d'origine polonaise.

## Biographie
Il est le fils de Józef Chrapkiewicz et de Stanisława Wnęk. Du fait de la guerre il interrompt sa scolarité en classe de première au lycée de Strzyżów et fait du scoutisme. Il passe les années de l'occupation allemande à Godowa où il aide son père à tanner le cuir. Il travaille aussi pour une entreprise allemande à la construction d'un tunnel à Żarnowska Góra. Ses parents ont été tués en 1944 dans leur propre maison, par un groupe non identifié de l'Armia Krajowa qui les soupçonnait de collaborer avec les Allemands. François part pour Chabówka et Poronin pour y travailler dans des scieries. Ensuite il arrive à Cracovie. Il est arrêté par la police politique au cours d'une tentative de libération de prisonniers politiques. Il est amnistié en 1945. L'année suivante, il s'enfuit en Allemagne occidentale dans la zone où stationne la 1re division blindée du général Stanisław Maczek. Il profite de ce séjour pour achever sa scolarité secondaire avant de s'installer en France. Il entreprend des études à l'École nationale vétérinaire d'Alfort ; après les avoir terminées en 1951, année où il épouse Renée Bouvier, originaire de Senlis, il poursuit des études de biochimie et de biologie moléculaire à la Sorbonne. En 1952 il devient docteur en médecine vétérinaire, et en 1960 il obtient son doctorat ès sciences. En 1953 il est naturalisé français, ce qui lui permet d’entrer au Centre national de la recherche scientifique, et prend le nom de François Chapeville.
Dans le domaine de la pharmacologie il a découvert et décrit les propriétés de l'hirudine. Au CNRS il commence des travaux sur le métabolisme du soufre. Ses découvertes attirent l'attention de Fritz Lipmann qui l'invite, en 1961, à travailler à l'université Rockefeller à New York. Il y fait une découverte importante : il détermine le rôle critique des ARN de transfert dans le parcours de l’information, lors de la biosynthèse des protéines. En 1962 il retourne en France où, avec l'aide de Jacques Monod, il devient professeur à la Sorbonne et devient chef de laboratoire. Il élargit alors ses recherches sur le fonctionnement du génome, la virologie des végétaux et l'embryologie. Il prend sa retraite en 1991.
Il a enseigné à Paris, à Orsay, à Cambridge, à New York, à Lagos et à Tokyo. Il a rempli des diverses fonctions dans 21 comités et conseils scientifiques. Il a été conseiller et expert à un échelon ministériel. Il est également l'auteur des nombreuses publications.
Il a été persécuté par le régime communiste et ce n'est qu'en 1989 qu'il a pu rentrer en Pologne. Il a fondé une société pour la réhabilitation médicale à Strzyżów.
François Chapeville est citoyen d'honneur de la ville de Strzyżów.

## Récompenses
- 1982 : Prix Charles-Léopold Mayer
- 1991 : Docteur honoris causa de l'Académie de médecine de Cracovie
- 1999 : Médaille Nicolas Copernic (Medal im. Mikołaja Kopernika) de l'Académie polonaise des sciences
- 2008 : Docteur honoris causa de l'université de Rzeszów

## Décorations
- Chevalier de l'ordre du Mérite agricole, 1981
- Chevalier de l'ordre des Palmes académiques, 1985
- Chevalier de la Légion d'honneur, 1991[réf. souhaitée]
- Commandeur de l'ordre du Mérite de la République de Pologne, 1991
- Commandeur avec étoile de l'ordre Polonia Restituta, 2013

## Œuvres
- François Chapeville, Biochimie de l’hérédité, Que sais-je ? n° 1409, PUF 1970
- François Chapeville, Hubert Clauser, Biochimie, Hermann 1974  (ISBN 978-2-7056-5655-3)
- François Chapeville, Anne-Lise Haenni, Biosynthèse de protéines, Hermann 1982  (ISBN 978-2-7056-5934-9)